# Eugen Relgis
Eugen Relgis, seudónimo de Eugen Sigler (Iași, 2 de mayo de 1895-Montevideo, 22 de marzo de 1987), fue un filósofo y activista rumano de una forma personal de pacifismo anarquista, apóstol del humanitarismo y propagandista de la eugenesia. A partir de 1947 se afincó en Uruguay.

## Inicios periodísticos
En 1912 publicó su primer artículo periodístico y al año siguiente editó su primera obra, El triunfo del no ser. Estudió arquitectura, filosofía y letras en Bucarest desde 1914 a 1916. Al entrar su país en la I Guerra Mundial en 1916, fue ocupado por Alemania, y Relgis viajó entonces a Constantinopla, islas del mar de Mármara, Asia Menor, y Atenas. En 1920 fundó y dirigió la revista Humanidad, censurada. En 1950 fue director de la página literaria del diario El Plata, de Montevideo, Uruguay.

## Pacifismo humanista
Admirador del escritor pacifista indio Rabindranath Tagore y luego amigo de dos famosos escritores europeos que ejercieron de pacifistas desde el exilio suizo durante la I Guerra Mundial: el francés Romain Rolland y el judeo-austríaco Stefan Zweig, pero sobre todo influido por la obra Biología de la guerra (1917) de Georg Friedrich Nicolai, trasladó las ideas planteadas en dicho ensayo del terreno biológico al campo social, y así publicó en 1922 en rumano, con prólogo del propio Georg Fr. Nicolai, unos Principios Humanitaristas y lanzó el proyecto de una Internacional de los Intelectuales que rompiese con las cadenas del capitalismo pero alejada también de la Tercera Internacional (o Internacional Comunista), a la que se habían acercado Henri Barbusse y el grupo de la «Clarté» (en el que colaboró Blasco Ibáñez). 
El propio Eugen Relgis organizó en Bucarest el que llamó Primer Grupo Humanitarista, y en enero de 1923 lanzó un «Llamamiento a los intelectuales y a los trabajadores iluminados», progresivamente traducido al español, francés, alemán, búlgaro, italiano, sueco, húngaro, inglés y esperanto. En la segunda edición española (de Eloy Muñiz, 1932, aunque hay una anterior realizada en Buenos Aires en 1931) que diez años más tarde se hizo de este llamamiento, aparecen como firmantes del mismo: Henri Barbusse, el anarquista francés Manuel Devaldés, así como Philéas Lebesgue, Stefan Zweig, Pierre Ramus –nombre de batalla del anarquista austríaco Rudolf Grossmann–, el escritor socialista estadounidense Upton Sinclair, Rabindranath Tagore, el médico anarquista brasileño Fabio Luz, y el anarquista argentino Campio Carpio, entre otros. 
A pesar del trabajo de Relgis (su activismo en la Internacional de Resistentes de la Guerra, su participación en las conferencias pacifistas de Hodeston, Londres, y en la de Sonntagsberg, en Austria, del 27 al 31 de julio de 1928), las revistas Cugetul liber ('Libreprensamiento', 1928-1929) y Umanitarrismul ('Humanitarismo', 1929-1930) editadas bajo su iniciativa, la relativa acogida que tuvieron sus ideas en algunos países como España, y sus viajes por toda Europa intentando consolidar la «Internacional de los Intelectuales», la misma podemos decir que constituyó un fracaso, y el ingenuo idealismo pacifista y humanitarista predicado por Relgis tuvo que asistir a la cruda realidad de la II Guerra Mundial.

## Uruguay
Decidió Relgis en 1947 emigrar junto a su esposa hacia París, Génova y Venecia, luego hacia Buenos Aires (con la colaboración del argentino Alfredo Palacios y del uruguayo Justino Zavala Muniz), para finalmente instalarse en Montevideo. A finales de los años cuarenta publicó dos folletos en Toulouse. En ambos ensayos, Las aberraciones sexuales en la Alemania nazi y Humanitarismo y eugenismo, puede sorprender descubrir en un anarquista humanitarista y pacifista, una defensa y apología de la eugenesia.
En Uruguay, en 1955, en ocasión de su sexagésimo aniversario, se constituyó un «Comité Nacional de Adhesión a la Candidatura de Eugen Relgis al Premio Nobel de la Paz», que no logró que Relgis tuviera que viajar a Suecia (ya se había propuesto esta iniciativa en 1951). En Montevideo mantuvo buenas relaciones con el anarquista español Abraham Guillén (1913-1994) y también con el anarquista y profesor de filosofía brasileño José Oiticica (1882-1957). 
Viajó a Europa en 1962 (Suiza, Italia, Israel) en misión de la Universidad de la República de Uruguay. En 1971, la Universidad Hebrea de Jerusalén le confirió la calidad de Miembro de Honor. Durante los últimos años de su vida, se mantuvo gracias a una pensión que le había concedido el Senado y la Cámara de Representantes de la República Oriental del Uruguay. Falleció en Montevideo el 22 de marzo de 1987.

## Legado
Las ideas políticas de Eugen Relgis eran en gran parte incompatibles con el totalitarismo prevaleciente en Rumania entre la Segunda Guerra Mundial y la Revolución Rumana de 1989: como Rose observa, el estudioso fue perseguido por "cuatro regímenes dictatoriales en su país natal". Antes de esto, escribe Şerban, los contactos intelectuales de Relgis pueden haber estimulado el debate público, aunque el propio escritor no podría reclamar el estatus de "creador de opinión". Del mismo modo, Boris Marian describe a Relgis como "casi olvidado" por los rumanos después de su autoexilio. Además de Iosif Gutman, los discípulos rumanos judíos de Relgis incluyeron el periodista de Fălticeni Iacob Bacalu, fundador de un círculo de Relgis. Según historiadores literarios como Victor Frunză y Al. Săndulescu, la orientación de Relgis por la censura comunista tenía un matiz antisemita paradójico, como una de las medidas represivas que tocaban la cultura judía en general.
Los intentos de recuperar el trabajo de Relgis se hicieron durante la segunda mitad del gobierno comunista rumano y después del 1989, varios de ellos dentro de la comunidad judía rumana. En abril de 1982, la revista cultural judía Revista Cultului Mozaic publicó la nota de Leon Volovici sobre Relgis y el judaísmo. A fines de la década de los ochenta, Volovici también contactó a las hermanas supervivientes de Relgis, y luego al propio Relgis, convirtiéndose en curador de los manuscritos dejados por el filósofo tras su traslado a América del Sur. Estos fueron donados más adelante al instituto de Philippide de la academia rumana, donde se guardan como el fondo de la biblioteca de Eugen Relgis.
Relgis goza de una reputación más duradera en el extranjero. Inicialmente, su eugenesia anarquista gozó de cierta popularidad entre los anarquistas españoles; Su pacifismo también inspiró a Llorenç Vidal Vidal, poeta y educador balear. Algunos de sus folletos han sido reeditados después de 2001, con la Fundación Anselmo Lorenzo (Confederación Nacional del Trabajo). Las versiones en italiano de sus novelas, poemas y tramas políticas, incluyendo Cosmometápolis, fueron publicadas por Gaspare Mancuso y su grupo Libero Accordo, durante los años sesenta y setenta.
Para entonces, las obras de Relgis habían sido traducidas a catorce idiomas, aunque todavía permanecían en gran parte desconocidas en los Estados Unidos; El umanitariste del Principiile solamente había sido traducido a algunos 18 idiomas antes de 1982. La popularización de las ideas de Relgis en América fue primero tomada por revisiones tales como el humanista y los libros en el extranjero, mientras que Oriole Press reimprimió silenciado Voices. Una segunda edición revisada de Profetas y poetas, precedida por el intelectual español Rafael Cansinos-Asséns, fue impresa en Montevideo (1981). Alrededor de la misma época, en México, sus poemas estaban siendo reimpresos en la crítica literaria norteamericana de Alfonso Camín.
Además de la colección del Instituto Philippide, parte del archivo personal de Relgis se está conservando en Jerusalén, en la Biblioteca Nacional de Israel. Sus otros cuadernos y cartas se guardan en los Países Bajos, en el Instituto Internacional de Historia Social. La semejanza de Relgis se conserva en dibujos de Marcel Janco, Lazăr Zin, Louis Moreau y Carmelo de Arzadun.

## Artículos
- Aspectos de la cultura humanista en el Uruguay, en Judíos en el Uruguay, Congreso Judío Mundial, 1957.